# Andoharanomaintso
Andoharanomaintso est une commune rurale malgache située dans la partie centrale de la région de la Haute Matsiatra.

## Géographie
Andoharanomaintso se situe en pays betsileo, à environ 15 km à l'ouest de Fianarantosa. Le relief est constitué de collines granitiques.

## Économie
En plus de l'agriculture vivrière typique du haut-plateau malgache (riziculture, élevage de zébus), Andoharanomaintso abrite l'un des rares domaines viticoles de Madagascar, le Clos Malaza.

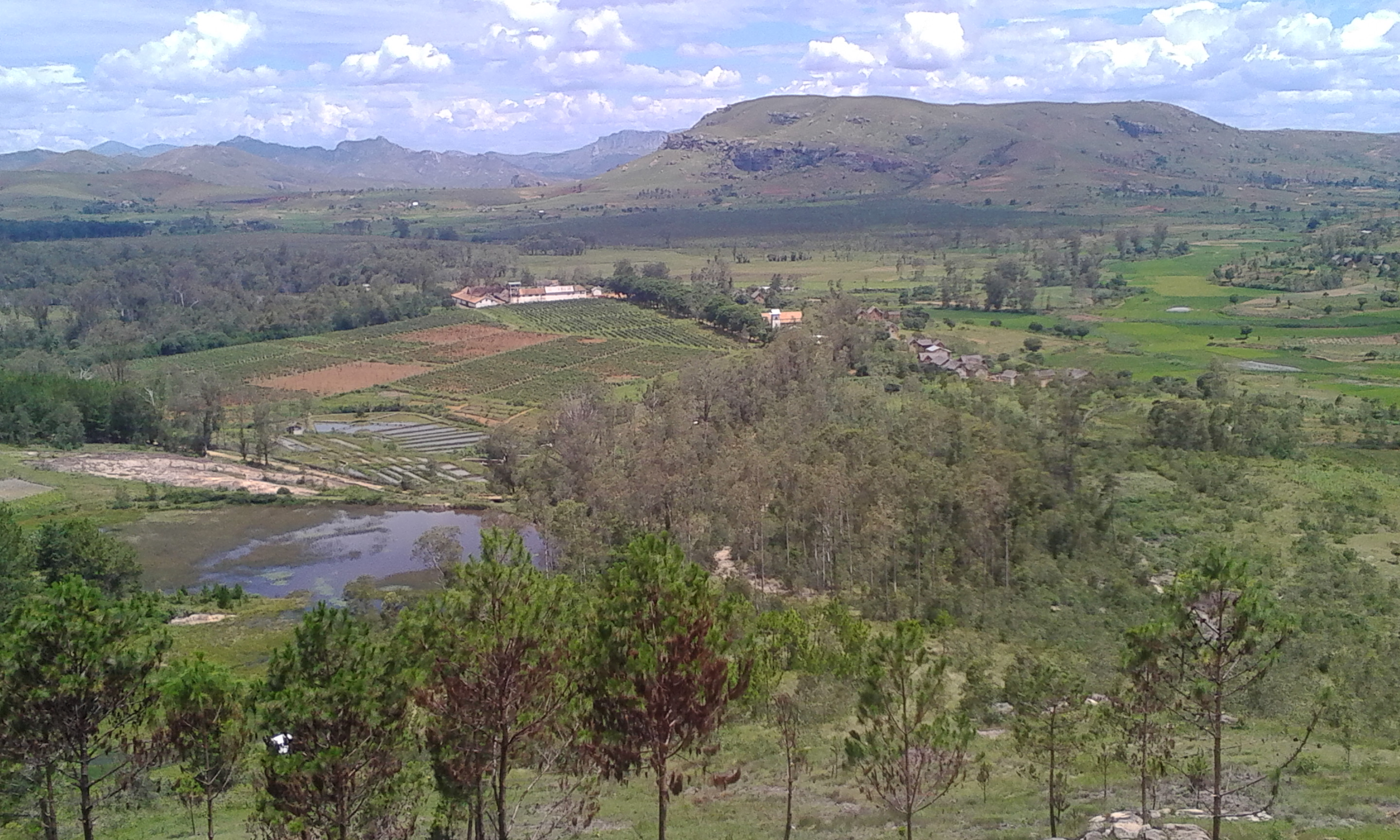
Paysage d'Andoharanomaintso incluant le vignoble.